# Ружин Керимов
Ружин Керимов (Ружди Керимов) е бивш български футболист. Играе като атакуващ полузащитник през 70-те и 80-те години на ХХ век.

## Кариера
Юноша на Локомотив Пловдив, дебютира в първия състав през 1974. През лятото на 1980 преминава в ЦСКА. За армейците играе до лятото на 1986, когато преминава в турския Алтай. През 1988 играе за португалския Вазим, а след това по един сезон в португалските Спортинг Ковиля от 1989 до 1990 и Луситано Евора от 1990 до 1991. Приключва кариерата си в Спартак Плевен. Записва 121 мача с 14 гола в А група. С ЦСКА е трикратен шампион на България през 1980/81, 1981/82 и 1982/83, вицешампион през 1983/84 и 1984/85, двукратен носител на купата на Съветската армия през 1984/85 и 1985/86, трикратен носител на купата на Народна република България през 1980/81, 1982/83 и 1984/85. Полуфиналист за купата на европейските шампиони през 1982. С негов гол ЦСКА отстранява Нотингам Форест. В евротурнирите има 23 мача и 1 гол (17 мача и 1 гол за ЦСКА в КЕШ и 4 мача за купата на УЕФА - 2 за Локомотив Пловдив и 2 за ЦСКА).
Национален състезател с 9 мача и 2 гола.